# گزارشی کوتاه
گزارشی کوتاه نام کتابی است به قلم محسن رشید و به کمک مادیار عزیززاده بانه نویسنده و محقق ایرانی.
رشید در کتاب گزارشی کوتاه، آشنایی با جنگ ایران و عراق، همانطور که از نامش پیداست، کوشیده الگویی توصیفی-آماری برای اطلاع پژوهشگران و جستجوگران حوزه جنگ ۸ ساله ایران و عراق ارائه کند.

این کتابچه جیبی که در قطع پالتویی و در ۸۴ صفحه منتشر شده، مبدا زمانی خود را ۳۱ شهریور سال ۱۳۵۹ قرارداده و شهریور به شهریور طی ۸ سال، با نگاهی توصیفی و بسیار اجمالی، کوشیده سرنخ‌هایی را از حوادثی که به نظر نگارنده نقش تاثیرگذار در روند جنگ داشته، به نثر درآورد و نبردهای ایران را در هر سال به همراه رشد و انهدام ارتش عراق ارائه کند.

## معرفی فصل‌های کتاب
1. زمینه‌سازی تهاجم
2. هجوم سراسری
3. کسب اعتماد به نفس
4. آزادسازی مناطق اشغالی
5. تعقیب متجاوز
6. تحول غیر آشکار در جنگ
7. آغاز اقدامات سیاسی
8. تغییر توازن به سود ایران
9. سال سرنوشت
10. پایان جنگ

این مطالب با نقشه‌ها، جدول‌های اطلاعاتی درباره عملیات مختلف جنگ همراه است.
این کتاب منبع اطلاعاتی عملیات‌هایی چون:
1. عملیات فتح ۱
2. عملیات تکمیلی کربلای ۵
3. عملیات والفجر مقدماتی
4. عملیات فرمانده کل قوا
5. عملیات کربلای ۲
6. عملیات کربلای ۱
7. عملیات نصر ۴
8. عملیات نصر ۸
9. عملیات نصر ۷
10. عملیات کربلای ۷
11. عملیات والفجر ۹
12. عملیات قادر
13. عملیات محمد رسول‌الله
14. عملیات عاشورا
15. عملیات مسلم بن عقیل
16. عملیات رجایی و باهنر
17. عملیات ضربت ذوالفقار
18. عملیات والفجر ۱۰

و چندین عملیات مهم دیگر در جنگ ایران و عراق است.